# Catherine Gotani Hara
Catherine Gotani Hara (Malaui, 29 de abril de 1974) es una política de Malaui. Desde junio de 2019 preside la Asamblea Nacional siendo la primera mujer en ocupar el cargo. Es desde 2022 presidenta de la Asociación Parlamentaria de la Commonwealth, Región de África, cargo que ocupará de 2022 a 2025. Formó parte del gobierno de Joyce Banda, la primera mujer que presidió Malaui asumiendo entre otros puestos el de ministra de Sanidad en 2014.

## Biografía
Gotani Hara se formó en la Academia Kamuzu y se licenció en ciencias políticas en el Chancellor College de la Universidad de Malaui .   En su etapa de estudiante ya estaba implicada en la política dirigiendo la sección universitaria del Partido del Congreso de Malaui.  De 1998 a 2000 realizó un  posgrado en Desarrollo Internacional y Planificación y Gestión de Proyectos en la Universidad de Brighton.    
Gotani Hara fue Oficial de Programas para el Departamento de Desarrollo Internacional del Reino Unido, siendo la primera persona de Malaui en asumir este puesto de responsabilidad en el departamento.  Trabajó en medios de vida sostenibles de proyectos para Mozambique como para Malaui. 

### Trayectoria política
En dio el salto a la política activa en 2009 y fue elegida miembro del Parlamento en la Asamblea Nacional por Mzimba North East en las filas del Partido Demócrata Progresista. 
Durante la presidencia de Joyce Banda, (2012-2014) se desempeñó Ministra de Salud (2014), Ministra de Medio Ambiente y Recursos Naturales, Viceministra de Género y Viceministra de Transportes y Obras Públicas. Representó a la Jefatura del Estado de Malaui en varios eventos internacionales y fue presidenta de la delegación de Malaui en la Cumbre sobre el Cambio Climático en Brasil.
En mayo de 2019 fue reelegida diputada por el Partido del Congreso de Malaui y el 19 de junio de 2019 se convirtió en la primera mujer presidenta de la Asamblea Nacional,  con 97 votos a favor venciendo por estrecho margen a la candidatura de la exvicepresidenta Esther Mcheka Chilenje que logró 93 votos y sustituyendo a Richard Msowoya, que había presidido la asamblea desde 2014.  Hara se sumó a Thandi Modise de Sudáfrica y Jeannine Mabunda Lioko de la República Democrática del Congo y Gambia en el pequeño número de mujeres que presiden parlamentos de África.